# Château de Jucoville
Le château de Jucoville est une demeure, des XVIe – XVIIe siècles, qui se dresse sur le territoire de la commune française de La Cambe dans le département du Calvados, en région Normandie. L'édifice est partiellement inscrit au titre des monuments historiques.

## Localisation
Le château est situé à 1,5 kilomètre au nord-ouest de l'église de La Cambe, dans le département français du Calvados.

## Historique
Le château médiéval était la possession de la famille Le François, dont plusieurs membres ont été enterrés dans la chapelle seigneuriale de l'église paroissiale. Le château actuel est de la fin du XVIIIe siècle.
À la fin du XVe siècle, le domaine est la possession de Robert le François qui eut de Jehanne d'Escremenville six enfants. L'aîné, Guillaume, rentra en sacerdoce et c'est à lui que l'on doit la fondation de la chapelle. Dès lors, c'est son frère, Jehan qui reçut le domaine.
En 1517, est cité, dans un procès, Charles Faoucq, écuyer, marchand de bestiaux, seigneur de Jucoville.
En 1736, les de Faoucq verront leurs terres de Jucoville érigées en marquisat. Le château est, au XIXe siècle, la possession de la famille de Cussy, à la suite du mariage, contracté le 26 avril 1706, entre Marie-Anne-Jacqueline de Faoucq, fille de Jacques de Faoucq, chevalier et seigneur et patron de Rochefort et Clouay, et d'Anne Couespel, avec Louis de Cussy de Belleval, fils de Gilles de Cussy, écuyer, seigneur de Belleval et de son épouse Marie Le Breton. Le château est rebâti en 1808.
Au XVIe siècle, la ferme-manoir de Savigny, place forte fortifiée rattachée au fief de Jucoville, distante de 500 mètres, a assuré en partie la surveillance et la défense du château de Jucoville.

## Description
On accède au château, au bout d'une allée boisée, par un pavillon d'entrée coiffé d'un toit à l'impériale, dressé au milieu d'un mur ceint de fossés, et percé de deux portes, charretière et piétonne. Cette dernière a été surmontée à la fin du XIXe siècle d'un bas-relief figurant saint Joseph. Ce pavillon d'allure baroque, a été construit, à la fin du règne de Louis XIII, par Jacques de Faoucq. Sur l'un des croisillons d'une ancienne fenêtre, côté cour, est gravé le millésime de 1640, date probable de la construction du pavillon anciennement appelé de l'horloge. 
De l'époque médiévale, subsiste la chapelle d'architecture gothique finissant, édifiée en 1494 par l'abbé Guillaume Le François, dédiée aujourd'hui à saint Roch, et la forge. La chapelle du manoir de l'Hermerel aurait servi de modèle à celle du château de Jucoville.
Complètent cet ensemble, une tour-pigeonnier (1702), et des communs, XVe siècle repris au XVIIe et XIXe siècles.

## Protection
La porte d'entrée, le colombier, la chapelle sont inscrits au titre des monuments historiques par arrêté du 2 juillet 1927.